# Paul Féval

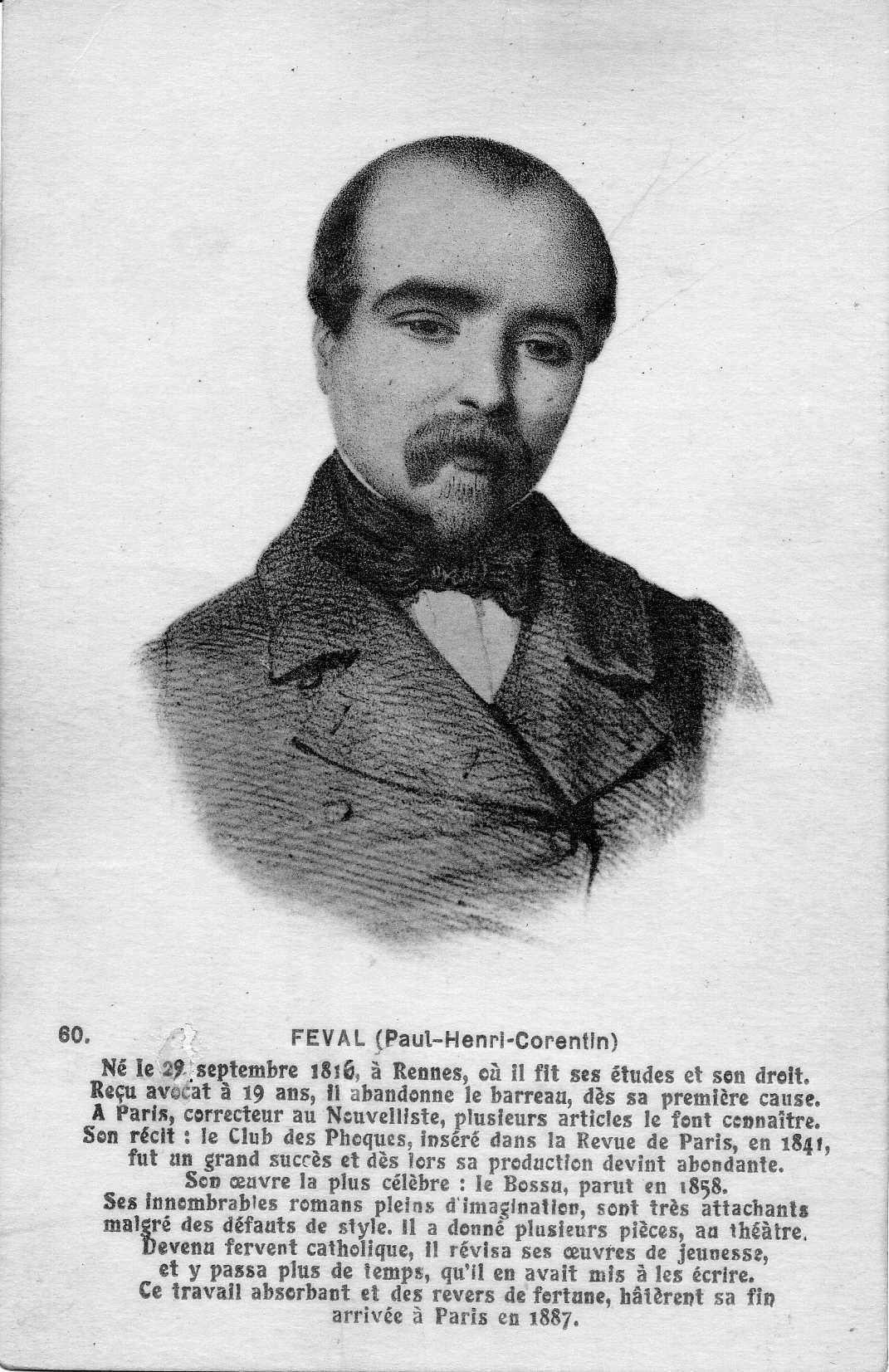

Paul Henri Corentin Féval, född 30 september 1816, död 8 mars 1887, var en fransk författare.
Féval var efterföljare till Alexandre Dumas den äldre, en färgrik och i grunden fint konstnärlig representant för le roman de cape et d'épée. Han framträdde 1841 i Revue de Paris och utvecklade i nära fyra decennier en radikalt betonad produktivitet utan like. Bland romanerna märks Le loup blanc (1843), Le mystères de Londres (1844, utgiven under pseudonymen Sir Francis Trolopp), Les couteaux d'or (1857), Le bossu (1857), samt Le chevalier Ténèbre (1861). Vid 1870-talets mitt blev han ultramontan och strängt religiös, en process som han utförligt skildrade i Les étapes d'une conversion (1877-82), och ägnades sitt återstående liv dels åt utrensning i sitt äldre författarskap, dels åt historiska skildringar från hemprovinsen Bretagne. Åtskilliga av Févals romaner är översatta till svenska. En av hans söner, Paul Féval den yngre (1860-1933), gjorde sig känd som romanförfattare i faderns stil.